# Verzorgingsplaats Tollenaer
Tollenaer was een verzorgingsplaats in Bernheze aan de noordkant van de A50, tussen Oss en 's-Hertogenbosch voordat dit stuk werd hernummerd naar de A59.
Door de aanleg van knooppunt Paalgraven en de ombouw van verzorgingsplaats De Geffense Barrière naar een verzorgingsplaats met tankstation bij Geffen, werd deze verzorgingsplaats gesloten en afgebroken. In 2008 zijn er bomen geplant op de plaats waar de verzorgingsplaats zich bevond.
A1: De Haar · Elsenerveld · Friezenberg · Jool-Hul  
A2: Proostwetering · De Rooijen · Zwartehof · Heezerhut · Aalsterhut  
A4: Leiburg · Oostvliet  
A6: De Monnik  
A9: Amstelveen · Hammerstein  
A12: Mollebos · De Heul · De Roode Haan  
A15: Zeekade · Kraaienbos · De Laar · Topsweerd · Groenendijk  
A16: Krabbenbosschen · Mastbos  
A17: Kapelberg  
A20: Aalkeet  
A27: Bosberg  
A28: Holkerveen · Nunspeet-Noord · Nunspeet-Zuid  
A50: Meilanden · Kabeljauw  
A58: Krabbenbosschen · Mastbos · Sloedam  
A59: Tollenaer · 't Vaerland  
A67: De Gender · De Blauwe Klei  
A79: Keelbos · Ravensbos  
A326: Rolenhof